# Jama Ali Jama
Jama Ali Jama – somalijski wojskowy i polityk, tymczasowy prezydent Puntlandu od 14 listopada 2001 do 8 maja 2002.
Wywodzi się z lokalnego klanu Osman Mahmoud. Edukację odebrał w Moskwie. Służył w somalijskiej armii, w której doszedł do stopnia pułkownika. Został wybrany przez Sowietów do promowania socjalizmu w Rogu Afryki. Z tego powodu (oraz oskarżeń o szykowanie zamachu stanu, dążącego do obalenia Mohammeda Siada Barre) był uwięziony przez 11 lat.
14 listopada 2001 roku został wybrany przez parlament na prezydenta Puntlandu, jednak jego wybór zakwestionował poprzedni prezydent Abdullahi Jusuf, któremu odmówiono możliwości kandydowania na kolejną, 3-letnią kadencję i nie uznano wysuniętej przez niego deklaracji niepodległości. Ostatecznie walkę o urząd wygrał Jusuf, który w maju 2002 zdobył stolicę autonomii Garoowe, a także rodzinne dla Jamy Boosaaso, czym zmusił go do wycofania się do Somalilandu. Jama był wspierany przez władze Somalii, a jego przeciwnik przez Etiopię. Ostatecznie w maju 2002 wysłannik wybranego prezydenta Mohamud Muse Hersi zaakceptował władzę Jusufa. Polityk został później posłem do parlamentu Somalii.